# Білгородська Народна Республіка
Білгородська Народна Республіка (також Бєлгородська Народна Республіка, скорочено БНР; рос. Белгородская Народная Республика) — український інтернет-мем та віртуальна держава, що виникла 1 квітня 2022 року під час російського вторгнення в Україну після вибухів під Білгородом.

## Назва
Назва «Білгородська Народна Республіка» походить від так званих Донецької й Луганської «народних республік» — сепаратистських терористичних квазідержавних утворень створених за підтримки рашистської Росії. В українських соцмережах жартували про те, що БНР — це сатира на війну на сході України 2014 року, які призвели до проголошення «ДНР» й «ЛНР».

## Історія

### 2011
Рух за відокремлення Білгородщини від Російської федерації виник наприкінці 2000-х років. Його інецатором був політично-громадський діяч Роман Васильович Стригунков. 22 травня 2011 року відбулася перша акція з вимогою відокремлення від федерального центру. Вимога незалежності Білгородської Республіки знайшла широкий відгук та розуміння серед білгородського народу.

### Участь у Євромайдані 2013-2014
Представники БНР приймали активну участь у Євромайдані. У січні 2014 Стригунков, разом з Олегом Голтвянським очьолив Руський легіон Євромайдану. Бійці якого приймали активну участь у боях на вул. Грушевського, Інстетуській та Майдані Незалежності. Наприкінці січня пропав безвісти один з керівників Російського легіону, білгородець Ярослав Квітнєв, а 20 лютого загинув активіст Ігор Ткачук. 
Із-за того, що на нього у РФ було заведено декілька уголовних справ був вимушений емігрувати в Україну, а у 2022 році у Європу, де продовжує діяльність по відокремлення БНР від РФ.

### 2022
Вперше в Україні про Білгородську Народну Республіку згадав український блогер та активіст Сергій Стерненко, коли він 1 квітня 2022 опублікував у себе в телеграм-каналі скріншоти з статті, у якій йшлося про те, що жителі Бєлгорода мають зібратися на референдум про «самовизначення Білгородської Народної Республіки», який нібито повинен початися 3 квітня 2022 року. Також була ще стаття про начебто «вибори» Президента БНР, серед кандидатів були Сергій Стерненко, Сергій Степаненко та Тимофій Вякін (прізвище «Степаненко» утворилося в результаті неправильного читання слова «Стерненко», а «Тимофій Вякін» в результаті фотожаби, де Стерненка, у військовій формі, зобразили біля знака «Белгород», а один із мешканців міста впізнав Сергія як Тимофія Вякіна, і ще додав, що фотографія начебто була зроблена у 2016 році).
Того ж дня Секретар РНБО Олексій Данілов у ефірі національного телерадіомарафону «Єдині новини» пожартував про Білгородську Народну Республіку, назвавши так Бєлгородську область РФ.
4 травня 2022 року Данілов в інтерв'ю телеканалу «Ісландія» заявив про можливість перенесення бойових дій на територію Росії, але для реалізації такого сценарію має збігтися низка факторів і не виключено, що на території РФ будуть і «народні республіки», зокрема Данілов сказав, що «на Росії можуть з'явитися Курська, Брянська і Бєлгородські Народні Республіки».
15 травня 2022 у Бєлгороді почали поширювати заклики до створення Білгородської Народної Республіки, на листівках було видно напис «Легіон „Свобода Росії“ вже почав свою роботу» (рос. Легион «Свобода России» уже начал свою работу), що дозволяє зрозуміти що розповсюдженням листівок займаються бійці легіону. Пізніше у самому підрозділі заперечили свою причетність до розклеювання листівок, звинувативши у цьому ФСБ РФ які за наказом Уряду РФ розклеюють листівки, щоб дискредитувати учасників легіону та звинуватити їх у сепаратизмі.

### 2023
22 лютого 2023 у місті Шебекіно пролунали вибухи, снаряди потрапили у торговельний центр із-за чого той спалахнув, також одна людина отримала осколкові поранення. В мережах жартували, що це Курська Народна Республіка котрий вже раз обстріляла БНР.
12 травня 2023 у Варшаві пройшла пресконференція щодо підбиття підсумків національного онлайн-референдуму за самовизначення республік російської федерації. Голосування про незалежність п'яти регіонів Росії: Кенігсберга (Калінінград та Калінінградська область), Інгрії (Санкт-Петербург та Ленінградська область), Кубані (Краснодарський край), Сибіру та Уралу пройшло з 16 лютого по 28 лютого 2023 року. Про це повідомляє Оргкомітет Національного онлайн-референдуму з самовизначення республік Росії. На пресконференції було оголошено про початок нових референдумів за самовизначення та незалежність нових п'яти регіонів — Чувашії, Карелії, Білгородської, Новгородської та Воронезької Народних Республік, які пройдуть з 15 по 30 червня 2023 року.
22 травня 2023 Російський добровольчий корпус й Легіон «Свобода Росії» вторглися на територію Бєлгородської області, і повідомили про захоплення села Козинки, а згодом про захоплення сіл Гора-Поділ, Глотове та підходу до райцентру, міста Грайворон. Після цих подій, українська мережа вибухнула мемами про БНР: у мережах писали що це "війна за незалежність Білгородської Народної Республіки" або "спеціальна воєнна операція по звільненню БНР"; на російській Вікіпедії змінили статтю про начальника Головного Управління Розвідки Кирила Буданова "призначивши" його губернатором Бєлгородської області; українці почали іронізувати з приводу "успішності" "СВО". У соцмережах було опубліковано фото з бійцями, котрі тримають у руках прапор Білгородської Народної Республіки.
24 травня 2023 в інтерв'ю виданню Главред генерал-майор Служби безпеки України Віктор Ягун заявив, що Білгородська, Курська і Брянська Народні Республіки можуть бути створені Україною на території Росії як буферна зона, протяжністю 50-100 км для захисту українських кордонів.
7 червня 2023 року GreenPost взяла інтерв'ю в одного з керівників партизанського руху «БНР», який із міркувань безпеки вирішив залишитися анонімним.
8 червня 2023 року те ж саме видання GreenPost взяло інтерв'ю в Романа Стригункова — керівника Російського легіону Євромайдану та офіційного глави партизанського руху «БНР», основоположником ідей Бєлгородської Народної Республіки, Роман також виступає за відокремлення Бєлгородської області від рашистської Росії та приєднання регіону до України. В інтерв'ю Стригунков заявив: «На референдумі буде порушено питання про включення Білгородщини до складу України з тимчасовими автономними правами».

### 2024
22 січня 2024, у День Соборності Президент України Володимир Зеленський підписав указ «Про історично населені українцями території Російської Федерації», який передбачає відновлення та збереження історичної пам’яті українців, які проживають на території рашистської Росії, запровадження відповідних прав для етнічних груп, право на отримання освіти українською мовою та її вільне використання. У мережах були жарти що таким чином "відновиться" Білгородська Народна Республіка.
12 березня 2024 року Російський добровольчий корпус, Легіон «Свобода Росії», Батальйон «Сибір» та Збройні сили Чеченської Республіки Ічкерії вдерлися на територію Бєлгородської і Курської областей Росії, що викликало нову хвилю мемів про Білгородську і Курську Народні Республіки.
10 травня 2024 року російські окупанти почали наступ на півночі Харківщини, раніше, 18 березня 2024 року президент Росії Володимир Путін зробив заяву про створення «санітарної зони» в Україні, яку він описав як «зону безпеки», що буде важко подолати західним засобам ураження. Попри заяву російського диктатора, обстріли прикордонних регіонів зі сторони України лише посилилися, що породило нову хвилю мемів про БНР.
У листопаді 2024 року ФСБ внесла «Білгородську Народну Республіку» до списку терористичних організацій .